# Atkîlnea, Ripkî
Atkîlnea (în ucraineană Аткильня) este un sat în așezarea urbană Dobreanka din raionul Ripkî, regiunea Cernihiv, Ucraina.

## Demografie
Componența lingvistică a localității Atkîlnea
     Ucraineană (100%)
Conform recensământului din 2001, toată populația localității Atkîlnea era vorbitoare de ucraineană (100%).